# Akim Tamiroff
Akim Tamiroff (oroszul: Аким Михайлович Тамиров / Akim Mihajlovics Tamirov, örményül: Հովակիմ Թամիրյանց / Hovakim Tamirjanc) Tiflisz (Tbiliszi), Grúz kormányzóság, Orosz Birodalom, 1899. október 29. – Palm Springs, Kalifornia, USA, 1972. szeptember 17.) örmény származású, Golden Globe-díjas szovjet–amerikai színész. Egész életén át megőrzött erős akcentusa ellenére sikeres karakterszínésszé vált, gyakran alakított „egzotikus” külföldieket, idegen etnikumú személyeket. 80-nál több filmben szerepelt.

## Élete

### Származása
Örmény családban született, Hovakim Tamirjanc néven Tifliszben, a Grúz kormányzóság fővárosában (más forrás szerint Bakuban). Apja olajmunkás volt, anyja varrónő.

### Pályafutása
Tizenkilenc évesen Richard Boleslawski meghívására Moszkvába költözött, és Konsztantyin Sztanyiszlavszkij Művészeti Színházának (Moszkovszkij Hudozsesztvennij Akagyemicseszkij Tyeatr) színiiskolájában tanult, majd e színházban  kezdte színjátszó pályáját. Ez idő alatt változtatta nevét az oroszos Akim Mihajlovics Tamirov formára. Többször turnéztak külföldön, másodjára 1923-ban. 1927-ben, egy újabb amerikai vendégszereplés alkalmával több színésztársával egyetemben úgy döntött, nem tér vissza a Szovjetunióba.
Későbbi feleségével, Tamara Shayne (Tamara Sejn) színésznővel (1902–1983) és annak bátyjával, Konstantin Shayne-nal (Konsztantyin Sejn) együtt Tamirov csatlakozott Nikita Balieff (Nyikita Fjodorovics Balijev) emigráns színész-rendező nemzetközi utazó revüszínházához, a „Théâtre de la Chauve-Souris”-hoz (Denevér Színház), mely eredetileg Szentpéterváron, majd Párizsban, később New Yorkban működött. Emellett dolgozott különféle New York-i színházak számára: maszkmestereket képző iskolát alapított és üzemeltetett. Orosz vezetéknevét angolosan Tamiroffnak írta.
Első apró filmszerepeit a hangosfilm megjelenése (1929) után kapta, a nagy hollywoodi filmgyárak (Universal Pictures, MGM, RKO Pictures) filmjeiben. Zömök, alacsony termete, fekete haja, vastag szemöldöke, átható tekintete és igen erős orosz akcentusa predesztinálta őt a külföldiek, idegen karakterek ábrázolására. Már az 1930-as évektől kezdve sorozatosan kapta az ilyen zsánerszerepeket. Cigányt játszott (a Hunyady Sándor-regényből készült) Feketeszárú cseresznyében (1933); spanyolt a Krisztina királynőben (1933); törököt A víg özvegy-ben (Lehár operájának 1934-es filmváltozatában); olaszt a Sadie McKee-ben (1934) és a The Winning Ticket-ben (1935); németet a The Great Flirtation-ben (1934); franciát az Ez a kislány eladó-ban (1934) és a Csókok városában (1935); indiait A hindu lándzsásban (1935); mexikóit  Az első meg a második-ban (1934) és a Casino de Paris-ban (1935)) és természetesen oroszt is (pl. a Halálhajó-ban (1934) és a Vihar a Sárga tengeren-ben (1935). Később is remekelt ilyen „idegen” karakterszerepekben, pl.  görögöt alakított A dicső tizenegy-ben (1960).
Első nagyobb filmszerepét Harold Young 1936-os krimifilmjében, a Paramount Pictures által gyártott Woman Trap-ben kapta, ahol Joe Ramirez mexikói gengszterfőnököt játszotta, aki egy New York-i gengszter kollégájával szövetkezik nagy zsákmány megszerzése érdekében. 
További fontos mellékszerepeket kapott a Kínai arany-ban (1936, Gary Cooper és Madeleine Carroll társaságában); A dzsungel királynőjében (1936, Dorothy Lamour mellett). George Nicholls rendező 1937-es kalandfilmjében, a Sztrogof Mihály regényből készült The Soldier and the Lady-ben az intrikus Ivan Ogareffet (Ogarovot) alakította.
Első főszerepét Charles Vidor rendező 1937-es bűnügyi filmjében, a The Great Gambini-ban kapta, ahol Marian Marsh mellett hírneves bűvészmestert játszott, aki titokban változatos bűncselekményekben is részes. 1938-ban újabb nagy szerepet Cecil B. DeMille rendező Kalózkisasszony című kalandfilmjében. Röviddel ezután Robert Florey rendező mesterművében, a Frakkos sátán (1938) című bűnügyi filmdrámájában, Anna May Wong, Gail Patrick és az ifjú Anthony Quinn társaságában egy nagy hatalmú gengszterfőnököt alakított, aki egy gazdag, önálló nő szerelmét igyekszi8k elnyerni bűnös eszközökkel. Alfred E. Green rendező 1938-as Ride a Crooked Mile című westernfilmjében a főszereplőt, egy kemény kozák bevándorlót alakított, aki marhatolvajnak áll, és a saját, vele rivalizáló fia hibájából kerül börtönbe. 1939-ben Nick Grinde rendező King of Chinatown című bűnügyi filmjében ismét Anna May Wong és Anthony Quinn mellett játszott, egy orosz származású gengszterfőnököt alakított, akit saját emberei buktatnak le. Ugyancsak főszerepeket játszott Robert Florey 1939-es The Magnificent Fraud című kémfilmjében és Louis Kings 1940-es Elsodort ember című filmdrámájában.
Sam Wood rendező 1943-as Akiért a harang szól című háborús filmdrámájában, amely Ernest Hemingway regényéből készült, Tamiroff egy spanyol guerillerót (felkelő partizánt) alakított. Pablo szerepéért a következő évben elnyerte a a legjobb férfi mellékszereplőnek járó Golden Globe-díjat, és hasonló kategóriában jelölték Oscar-díjra is. Ugyancsak 1943-ban Billy Wilder rendező Öt lépés Kairó felé című világháborús drámájában egy fontos karaktert, a gazdag egyiptomi Farid szállodatulajdonost alakította.
A második világháború befejezése után nagy számú, különböző műfajú filmben jelent meg, a bűnügyi thrillerektől a zenés vígjátékig mindenütt megállta a helyét, egy legemlékezetesebb szerepét Richard Thorpe rendező 1947-es Fiesta filmmusicaljében alakította. Az 1950-es évektől a gyorsan terjedő új műfajban, a televíziós filmekben is megtalálta helyét. Főszerepet játszott Anatole Litvak rendező 1956-os melodrámájában, az Anasztáziában, Ingrid Bergman és Yul Brynner mellett. Időnként kommersz horrorfilmekben is megjelent, így pl. Reginald Le Borg 1956-os The Black Sleep-jében, Basil Rathbone és Lugosi Béla társaságában.
Orson Welles először az 1949-es Black Magic című kosztümös, misztikus kalandfilmben találkozott Tamiroffal, ahol Welles volt a főszereplő és társrendező is (Gregory Ratoff mellett). Welles Alessandro Cagliostrót, a hírhedt alkimistát, szélhámost és hiponitizőrt alakította, Tamiroff az ő cigány cinkostársát, aki asszisztál közös csalásaikhoz. Tamiroff és Welles közös munkája később több értékes filmet eredményezett. 1955-ben Welles Európában forgatta Bizalmas jelentés című thrillerét, saját főszereplésével, mellette Tamiroff játszotta Jakob Zouk szabómestert. Ugyanabban az évben Welles dolgozni kezdett saját forgatni kezdte Don Quijote-filmadaptációját, ahol Francisco Reiguera (1888–1969) volt a címszereplő, Tamiroff volt Sancho Panza. A jelenetek nagyrészét felvették még 1959-1969 között, de Welles folytonosan javítgatta az anyagot, a film befejezése elhúzódott. A két főszereplő halála (1969 ill. 1972) után a projektet fel kellett adni, de Welles még saját haláláig, 1985-ig dolgozott a mű tökéletesítésén. Végül csak 1992-ben mutatták be, utólag kiegészítve, átdolgozva.

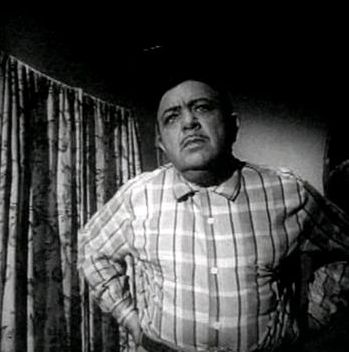
Joe Grandi szerepében A gonosz érintésében (1958)

1958-ben Tamiroff főszerepet játszott Welles mesterművében, A gonosz érintésében. Egy mexikói drogbárót, „Joe Grandi nagybácsit” alakította. 1962-ben a Franz Kafka-regényből készült A per című Welles-filmben viszont csak apró mellékszerepet kapott.
Az 1960-as években főleg Európában dolgozott, megjelent például Christian-Jaque rendező 1962-es A fekete tulipán című kalandfilmjében, Alain Delon mellett, és Vittorio de Sica 1966-as Egymillió karátos ötlet című vígjátékában, mely Neil Simon színművéből készült. Kisebb mellékszerepet vitt Jules Dassin rendező A Topkapi kincse című kalandfilm-vígjátékban (1964) és Richard Brooks 1965-ös Lord Jim című romantikus filmjében. (1965). Utolsó filmszerepét 1970-ben, Moto Shel Yehudi című francia–izraeli kémfilmben alakította.
Tamiroff öt nyelven beszélt folyékonyan: örményül, oroszul, angolul, franciául és olaszul. Erős oroszos akcentusa élete végégig megmaradt. 1972-ben hunyt el rákbetegség következtében, 72 éves korában.

### Magánélete, halála
Születési évének 1899-et szokták megadni, de ettől eltérő utalások is léteznek. 1923 novemberében, második amerikai utazása alkalmával Tamiroff 27 évesnek mondta magát,  az 1930-as amerikai népszámláláson pedig 32 évesnek.
1933 februárjában feleségül vette kolléganőjét, Tamara Shayne színésznőt, aki vele egyidőben emigrált a Szovjetunióból az Egyesült Államokba. Egyes források szerint az 1920-as években Tamiroff és élettársa Los Angeles-i éjszakai bárokban lépett fel közös páros produkciókban. Az 1930-as népszámlálás adatai szerint azonban a házaspár (hibásan írt „Tameriroff” név alatt) Chicagóban (Illinois államban) élt. Valószínűsíthető, hogy Tamiroff kétszer nősült.

## Főbb filmszerepei
- 1932: A rettegés városa (Okay America!), névtelen szerep
- 1933: Feketeszárú cseresznye (Storm at Daybreak); cigány hegedűs
- 1933: Dezertőr / Az idegenlégió ördöge (The Devil’s in Love); adjutáns
- 1933: Krisztina királynő (Queen Christina); Pedro
- 1934: Üldözött szerelmesek (Fugitive Lovers); süketnéme utas a buszon
- 1934: Sadie McKee; Riccori
- 1934: A vörös cárnő (The Scarlet Empress); névtelen szerep
- 1934: The Great Flirtation; Paul Wengler
- 1934: Halálhajó (Whom the Gods Destroy); Peter Korotoff
- 1934: Straight Is the Way; Mr. Slavko
- 1934: Az első meg a második (Chained); Pablo, rancsfőnök
- 1934: Ez a kislány eladó (Now and Forever); francia ékszerész
- 1934: A víg özvegy (The Merry Widow); a Maxim igazgatója
- 1934: The Captain Hates the Sea; Salazaro tábornok
- 1934: Nagyhercegnő és a pincér (Here Is My Heart); szállodaigazgató
- 1935: A hindu lándzsás (The Lives of a Bengal Lancer); az emír
- 1935: Kubai táncos (Rumba); Tony
- 1935: The Winning Ticket; Giuseppe
- 1935: Pajkos hercegnő (Naughty Marietta); Rudolpho
- 1935: Vigyázz, ha jön a szerelem (Reckless); főszakács az esküvőn
- 1935: Casino de Paris; mexikói férfi
- 1935: Csókok városa (Paris in Spring); kávéházi főnök
- 1935: Vihar a Sárga tengeren (China Seas); Romanov
- 1935: Szudáni őrjárat (The Last Outpost); Mirov
- 1935: Woman Trap; Joe Ramirez de la Valle
- 1936: Louis Pasteur története (The Story of Louis Pasteur); Dr. Zaranoff
- 1936: A vágy (Desire); Avilia rendőrtiszt
- 1936: Kínai arany (The General Died at Dawn); Yang tábornok
- 1936: A dzsungel királynője (The Jungle Princess); Karen Neg
- 1937: The Soldier and the Lady / Michael Strogoff; Ivan Ogareff
- 1937: Her Husband Lies; Big Ed Bullock
- 1937: King of Gamblers; Steve Kalkas
- 1937: The Great Gambini; a Nagy Gambini (rend. Charles Vidor)
- 1937: Asszony a viharban (High, Wide and Handsome); Joe Varese
- 1938: Kalózkisasszony (The Buccaneer); Dominique You
- 1938: Frakkos sátán (Dangerous to Know); Stephan Recka
- 1938: Jégpokol (Spawn of the North); Red Skain
- 1938: Ride a Crooked Mile; Mike Balan
- 1938: Párisi nászút (Paris Honeymoon); Peter Karloca őrnagy
- 1939: King of Chinatown; Frank Baturin
- 1939: Acélkaraván (Union Pacific); Fiesta
- 1939: The Magnificent Fraud; Jules LaCroix / Alvarado elnök
- 1939: Honeymoon in Bali; Tony az ablaktisztító
- 1939: A pekingi lány (Disputed Passage); Dr.Forster
- 1940: Untamed; Joe Easter
- 1940: Elsodort ember (The Way of All Flesh), Paul Kriza
- 1940: A botcsinálta kormányzó (The Great McGinty); a Nagyfőnök
- 1940: Texas Rangers Ride Again; Mio Pio
- 1941: New York Town; Stefan Janowski
- 1941: Korzikai testvérek (The Corsican Brothers); Colonna báró
- 1942: Kedves csirkefogók (Tortilla Flat), Pablo
- 1943: Öt lépés Kairó felé (Five Graves to Cairo); Farid (rend. Billy Wilder)
- 1943: Akiért a harang szól (For Whom the Bell Tolls); Pablo (rend. Sam Wood)
- 1943: Csak neked dalolok (His Butler’s Sister); Popoff
- 1943: Csoda a Morgan-pataknál (The Miracle of Morgan's Creek); a Nagyfőnök
- 1944: Szent Lajos király hídja (The Bridge of San Luis Rey); Pio atya
- 1944: Dragon Seed; Wu Lien
- 1944: Can’t Help Singing; Gregory
- 1945: Pardon My Past; Jim Arnold
- 1946: A Scandal in Paris; Emile Vernet
- 1947: Fiesta; Chato Vasquez
- 1947: The Gangster; Nick Jammey
- 1948: My Girl Tisa; Mr. Grumbach
- 1948: Relentless; Joe Faringo
- 1949: Outpost in Morocco; Glysko főhadnagy
- 1949: Black Magic; cigány férfi (rend. Orson Welles)
- 1954: Desert Legion; Plevkó közkatona
- 1954: The Black Forest; tévéfilm; Von Moribund báró
- 1954: You Know What Sailors Are; Agraria elnöke (rend. Ken Annakin)
- 1955: The Chocolate Soldier; tévéfilm; Ludek őrnagy
- 1955: Bizalmas jelentés (Mr. Arkadin); Jakob Zouk
- 1955: Le avventure di Cartouche; Salpière márki
- 1956: The Black Sleep; Odo
- 1956: Anasztázia (Anastasia); Borisz Adrejevics Csernov
- 1957: Yangtse Incident: The Story of H.M.S. Amethyst; Peng ezredes
- 1958: A gonosz érintése (Touch of Evil); Joe Grandi „nagybácsi” (rend. Orson Welles)
- 1958: Én és az ezredes (Me and the Colonel); Szabuniewicz
- 1959: La peccatrice del deserto; a kalmár
- 1960: A dicső tizenegy (Ocean’s Eleven); Spyros Acebos
- 1961: La moglie di mio marito; reklámügynökség elnöke
- 1961: A bacchánsnők (Le baccanti); Teiresziasz
- 1961: Romanoff and Juliet; Vagyim Romanov
- 1961: Az utolsó ítélet (Il giudizio universale); filmrendező (szerep)
- 1961: I briganti italiani; O Zingaro
- 1961: Ursus e la ragazza tartara; tatár kán
- 1962: Tűzzel-vassal (Col ferro e col fuoco); Mielski Zagloba báró
- 1962: A különös szent: Copertinói Szent József élete (The Reluctant Saint); Durso püspök
- 1962: A per (Le procès); Bloch (rend. Orson Welles)
- 1962: Una regina per Cesare; Pompeius
- 1964: A fekete tulipán (La Tulipe noire); Vigogne márki
- 1964: Panic Button; Pandowski
- 1964: A Topkapi kincse (Topkapi); Gerven, a szakács
- 1965: Cicababák (Le bambole); Monsignore Arendi
- 1965: Lord Jim; Schomberg
- 1965: Par un beau matin d’été; Frank Kramer (rend. Jacques Deray)
- 1965: Alphaville; Henri Dickson (rend. Jean-Luc Godard)
- 1965: Verseny a javából (The Great Race); megfigyelő a startnál
- 1965: Marco Polo; a Hegyek Vénje
- 1965: Marie Chantal contre Dr. Kha; Lambaré professzor / Dr. Kha
- 1965: A felszámoló (The Liquidator); Sheriek
- 1966: Hűtlenség olasz módra (Adulterio all’italiana); Max Portesi
- 1966: Robin Crusoe kalandjai (Lt. Robin Crusoe, U.S.N.); Tanamashu
- 1966: I nostri mariti; Cesare, Olga férje (rend. Luigi Zampa)
- 1966: Egymillió karátos ötlet (Caccia alla volpe); Okra (rend. Vittorio De Sica)
- 1966: Un gangster venuto da Brooklyn; Joe Montano
- 1966: Hotel Paradiso; Anniello
- 1966: The Vulture; Prof. Hans Koniglich
- 1968: O tutto o niente; Pigsty / Dean Light
- 1968: Nagy Katalin (Great Catherine); őrmester
- 1969: Száz puska (100 Rifles); Romero tábornok
- 1969: Marquis de Sade: Justine; Du Harpin
- 1969: A nagy bankrablás (The Great Bank Robbery); Papa
- 1969: Moto Shel Yehudi; Mehdaloun rendőrfelügyelő
- 1972/1992: Don Quijote; Sancho Panza (rend. Orson Welles

## Kitüntetései, díjai
Oscar
- 1937: jelölték a legjobb férfi mellékszereplőnek járó Oscar-díjra: – Kínai arany (1936, rendezte Lewis Milestone)
- 1944: jelölték a legjobb férfi mellékszereplőnek járó Oscar-díjra: – Akiért a harang szól (1943, rendezte Sam Wood).

Golden Globe
- 1944: elnyerte a legjobb férfi mellékszereplőnek járó Golden Globe-díjat: – Akiért a harang szól (1943, rendezte Sam Wood).